# Gerome Ragni
Gerome Ragni (Pittsburgh, 11 de setembro de 1942 — Nova Iorque, 10 de julho de 1991) foi um ator e dramaturgo estadunidense.
Um de seus trabalhos de maior destaque foi o musical Hair, escrito em parceria com James Rado.